# Leo Carrillo State Park
Il Leo Carrillo State Park è un Parco Statale della California, parte della Santa Monica Mountains National Recreation Area che preserva una striscia di 2,4 km di spiaggia ai piedi delle Santa Monica Mountains.
La California State Route 1 corre attraverso il parco dove si interseca con la Mulholland Highway.
Il parco che ha un'estensione di 2513 acri fu stabilito nel 1953 e prende il nome dall'attore Leo Carrillo.
Il parco offre varie attività come il Windsurf ed è stato utilizzato spesso come location per filmato quali Grease, Per vincere domani - The Karate Kid (1984), Giovani streghe, Point Break - Punto di rottura, I soliti sospetti, Inception e Mega Shark Versus Crocosaurus.